# Gazellospira
La gazellospira (gen. Gazellospira) è un mammifero artiodattilo estinto, appartenente ai bovidi. Visse tra il Pliocene superiore e il Pleistocene inferiore (circa 3,2 - 1,8 milioni di anni fa) e i suoi resti fossili sono stati ritrovati in Europa.

## Descrizione
L'aspetto generale di questo animale doveva ricordare vagamente quello dell'attuale antilope cervicapra, con la quale era probabilmente imparentato. Gazellospira era un'antilope di dimensioni medio-grandi, che poteva raggiungere 1,3 metri di altezza al garrese, 1,8 metri di lunghezza e poteva arrivare a pesare intorno al quintale.
Era caratterizzato da grandi corna divaricate, con una sola carena sporgente e una torsione a spirale abbastanza larga. Le corna divergono e i loro assi tendono ad allontanarsi. La volta cranica era corta e larga, con un basioccipitale ingrandito. I denti erano semi-ipsodonti, ovvero a corona moderatamente alta, o addirittura ipsodonti. I premolari erano ridotti, e il quarto premolare inferiore era dotato di cuspidi interne più o meno saldate fra loro in una sorta di parete. I molari inferiori erano dotati di tubercoli interni appiattiti lingualmente, con una piega anteriore robusta. Il cranio era molto inclinato rispetto al muso (circa 45°), le ossa frontali erano corte e larghe e le fosse lacrimali molto profonde.

## Classificazione
Il genere Gazellospira venne istituito da Pilgrim e Schaub nel 1939, per accogliere una specie di bovide precedentemente noto come Gazella torticornis. Al genere Gazellospira sono attribuite due specie: la specie tipo, Gazellospira torticornis, è molto diffusa in numerosi giacimenti del Plio-Pleistocene di varie parti d'Europa e Asia minore (Francia, Germania, Grecia, Spagna, Ungheria, Russia, Turchia), mentre la più piccola G. gromovae del Tadzikistan era più piccola e rara.

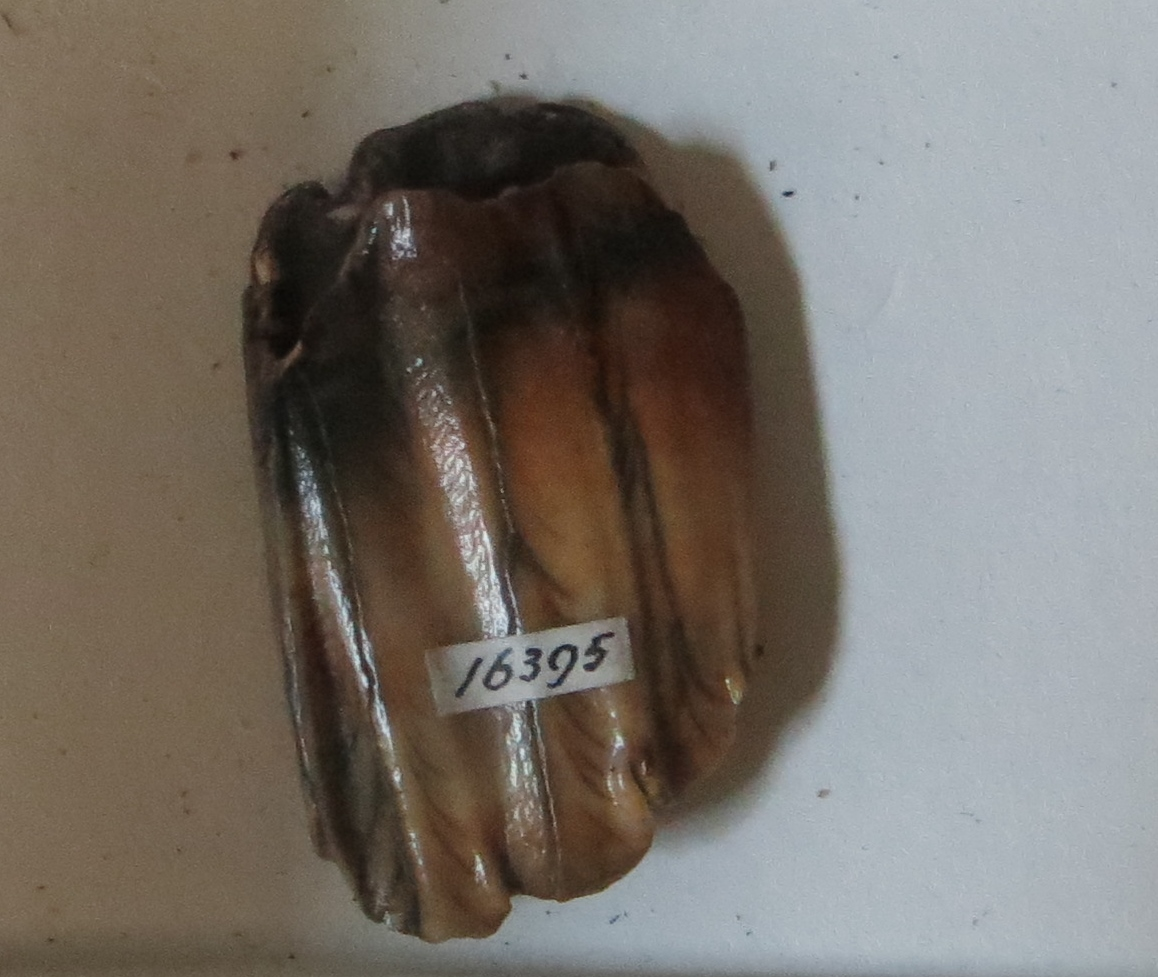
Dente attribuito a cf. Gazellospira sp.

Gazellospira era probabilmente un rappresentante degli Antilopinae, che si diffuse nel corso del Villafranchiano in Europa quando il clima era piuttosto mite. Una forma piuttosto simile era l'asiatica Antilospira.